# W78型核弹

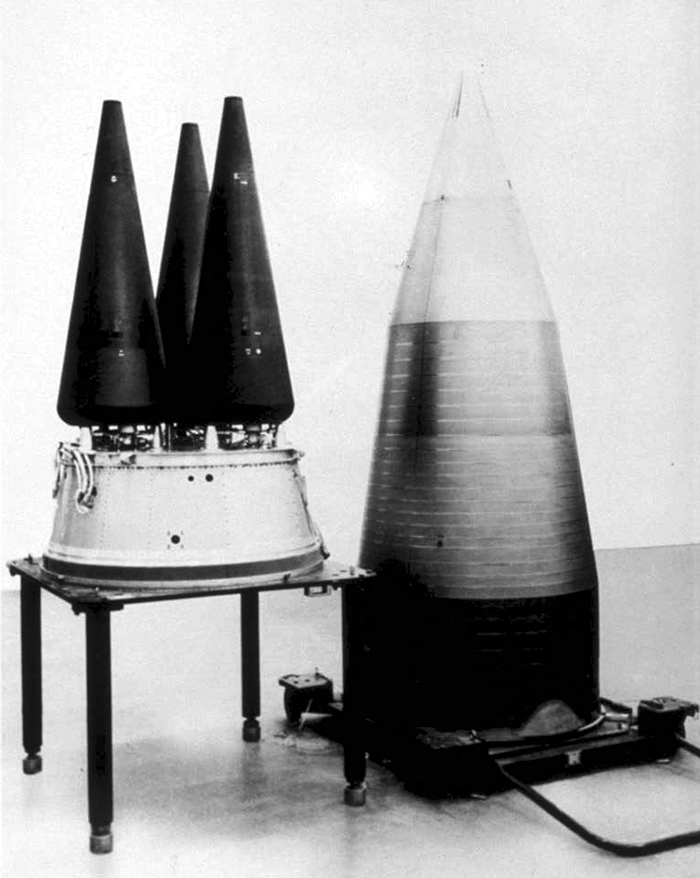
LGM-30G民兵III的MK12-A再入飞行器内所装载的W78核弹头。

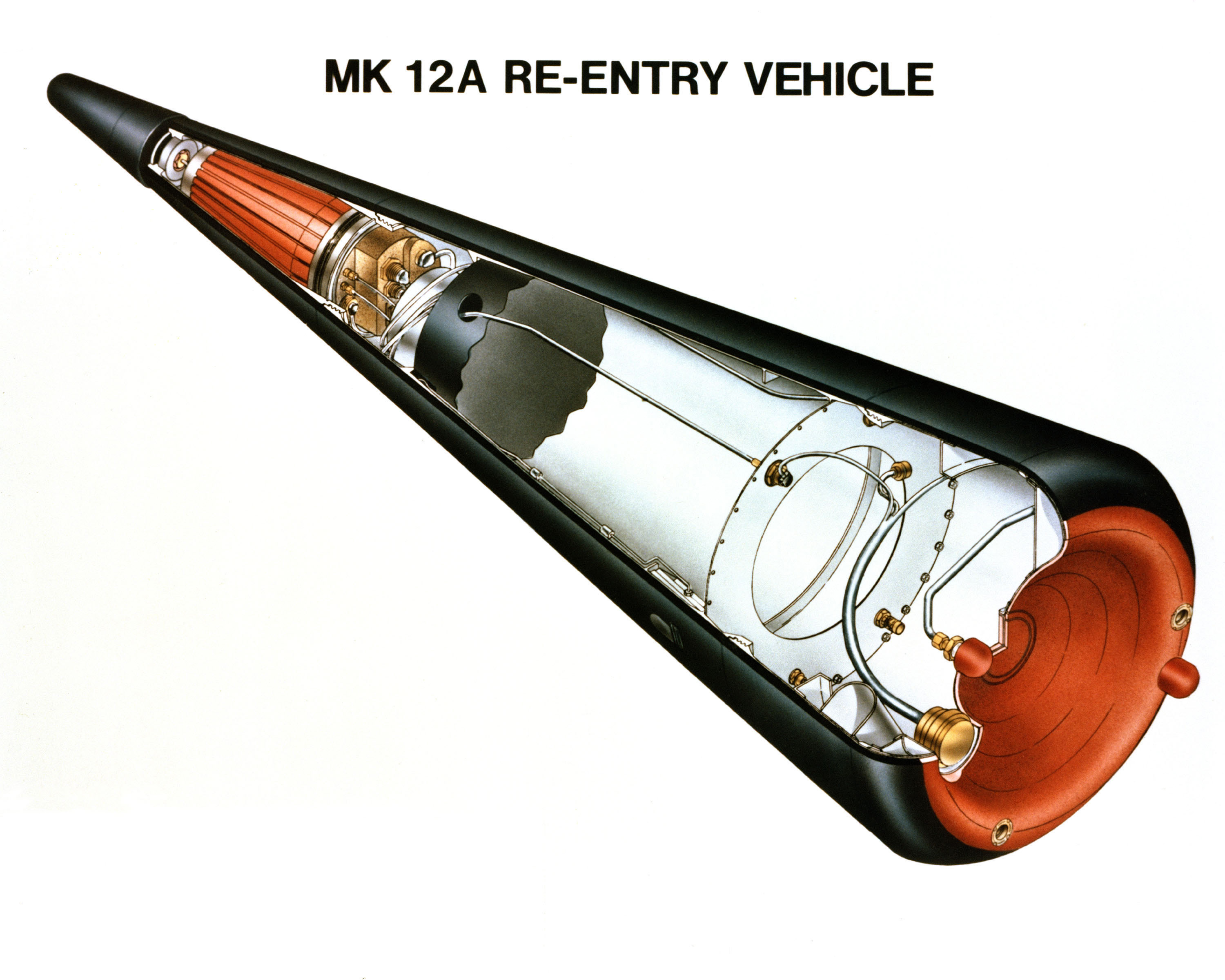
装有W78核弹头的Mark 12A再入飞行器的图纸。

W78是美国于1970年代生产的氢弹，推测爆炸当量为33.5~35万吨TNT（1400~1460TJ），其被部署在LGM-30G民兵III洲际弹道导弹（ICBM）上，并安装于Mark 12A再入飞行器中。民兵III最初携带的是较旧的W62弹头，当量为17万吨TNT（710TJ），但从1979年12月至1982年2月，一些W62被W78所取代。据公开的信息，W78共生产了1083枚。 

## 历史
W78于1974年由洛斯阿拉莫斯国家实验室(LANL) 设计研发。据推测，该弹头从未在全当量下进行过测试。在1976年《禁止核试验门槛条约》生效前不久，该武器释放了"令人失望"的爆炸当量，导致他们不得不重新设计这一直到条约生效前都尚未完成的武器。而这诱发了LANL和劳伦斯利弗莫尔国家实验室之间的争论，后者估计W78的爆炸当量还要低于LANL提供的数据。最终，由前LLNL董事约翰·福斯特（John Foster）所领导的研究小组解决了这一争议，他发掘并支持了LANL的数据。 
最后的W62弹头直到2010年3月才退役。这使得W78和W87成为民兵III仅有的两种核弹头。对民兵III的改造（减少携带的弹头数量）于2014年6月完成，从而将每枚导弹携带的弹头从三枚减少到了一枚。 

## 设计
W78的具体尺寸尚未解密，但它适用于圆锥形的Mark 12A再入飞行器。飞行器的底部直径为21.3英寸（54厘米），长71.3英寸（181厘米），弹头和再入飞行器的总重量估计为700至800磅（320~360千克）。 
据推测，该武器结合了W50等较旧弹头的辅助（融合）阶段设计，以及更先进的主要阶段。 